# Alejandra Villafañe
María Alejandra Villafañe Osorio (8 tháng 10 năm 1989 – 21 tháng 10 năm 2023) là một người mẫu và nữ hoàng sắc đẹp người Colombia, được trao vương miện Hoa hậu Trái Đất Colombia 2014 đồng thời cũng trao cho cô quyền đại diện Colombia tham gia cuộc thi Hoa hậu Trái Đất 2014. Cô kế vị Diana Carolina Ortegón Vega và được trao vương miện bởi Hoa hậu Trái Đất 2013 Alyz Henrich.
Cô được cho là chẩn đoán mắc bệnh ung thư vào tháng 5 năm 2023 rồi sau đó qua đời vào ngày 21 tháng 10 ở tuổi 34. Vào thời điểm qua đời, cô đã đính hôn với nam diễn viên Raul Ocampo.

## Hoa hậu Trái Đất Colombia 2014
Hoa hậu Trái Đất Colombia quyết định tiến hành một cuộc thi lần đầu tiên với mục đích chọn ra một thí sinh tham gia cuộc thi Hoa hậu Trái Đất. Cuộc thi hoa hậu Trái Đất Colombia được tổ chức tại khu đô thị của Armenia. Alejandra, cùng với Alyz Henrich và các thí sinh khác, tham gia vào các hoạt động môi trường khác nhau và viếng thăm những nơi khác nhau để thúc đẩy nguyên do chính của cuộc thi Hoa hậu Trái Đất, đó là nhận thức về môi trường. Alejandra là người chiến thắng, trở thành Hoa hậu Trái Đất Colombia 2014.

## Hoa hậu Trái Đất 2014
Chiến thắng Hoa hậu Trái Đất Colombia, Alejandra đã bay đến Philippines vào tháng 11 để cạnh tranh với gần 100 ứng cử viên khác với mục tiêu trở thành người kế nhiệm của Alyz Henrich với cương vị là Tân Hoa hậu Trái Đất.
Trong đêm chung kết, Alejandra được tuyên bố là một thí sinh lọt vào trong Top 16 Bán kết. Danh hiệu Hoa hậu Trái Đất 2014 cuối cùng thuộc về Hoa hậu Jamie Herrell của Philippines.